# Sítio Histórico Nacional John Fitzgerald Kennedy
O Sítio Histórico Nacional John Fitzgerald Kennedy (em inglês: John Fitzgerald Kennedy National Historic Site) é o local de nascimento e residência de infância de John F. Kennedy, o 35º presidente dos Estados Unidos. A casa está localizada na 83 Beals Street, no bairro Coolidge Corner de Brookline, Massachusetts. Kennedy é um dos quatro presidentes dos EUA nascidos no Condado de Norfolk, Massachusetts. A propriedade é atualmente de propriedade do Serviço de Parques Nacionais; passeios pela casa são oferecidos, e um filme é apresentado.
A casa de Kennedy foi designada como Marco Histórico Nacional em 1964 e foi estabelecida como um Local Histórico Nacional em 26 de maio de 1967.

## História

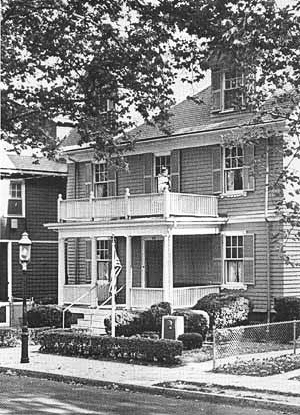
A casa em 1974.

A casa foi comprada por Joseph Patrick Kennedy Sr. em 20 de agosto de 1914 em preparação para seu casamento com Rose Elizabeth Fitzgerald em 7 de outubro de 1914.
John e suas irmãs Rosemary e Kathleen nasceram no quarto principal no andar de cima. A família viveu lá até 1920, quando o crescimento da família motivou os Kennedys a se mudarem para uma casa maior a poucos quarteirões de distância, na esquina das ruas Abbottsford e Naples, nos arredores de Boston. Os Kennedys venderam a casa da Rua Beals para Edward Moore, conselheiro de Joe Kennedy, e sua família. Os Kennedys viveram na casa da Rua Abbottsford até 1927, quando os interesses comerciais de Joe Kennedy motivaram a mudança da família para Riverdale, na cidade de Nova York.
A família Kennedy foi a terceira proprietária da casa na Rua Beals. Ela foi construída em 1909, período de rápido crescimento em Brookline. Os Kennedys se mudaram para a casa, que era a última na rua, após retornarem da lua de mel em 1914. Poucos meses depois de se casarem, Joe Kennedy comprou um novo Ford Modelo T que ele usava para ir ao centro da cidade, onde trabalhava como presidente do Columbia Trust Bank. A linha de trem "T" para Coolidge Corner já existia quando os Kennedys moravam em Brookline. Rose Kennedy frequentemente caminhava da casa da Rua Beals até o distrito comercial em Coolidge Corner, onde havia uma loja S.S. Pierce, que substituiu a loja Coolidge & Brothers General Store, entre outras lojas. Brookline era um subúrbio em rápido crescimento de Boston, e atraiu a família Kennedy em crescimento porque os subúrbios ofereciam mais espaço para as crianças brincarem do que se fossem criadas na cidade lotada de Boston.

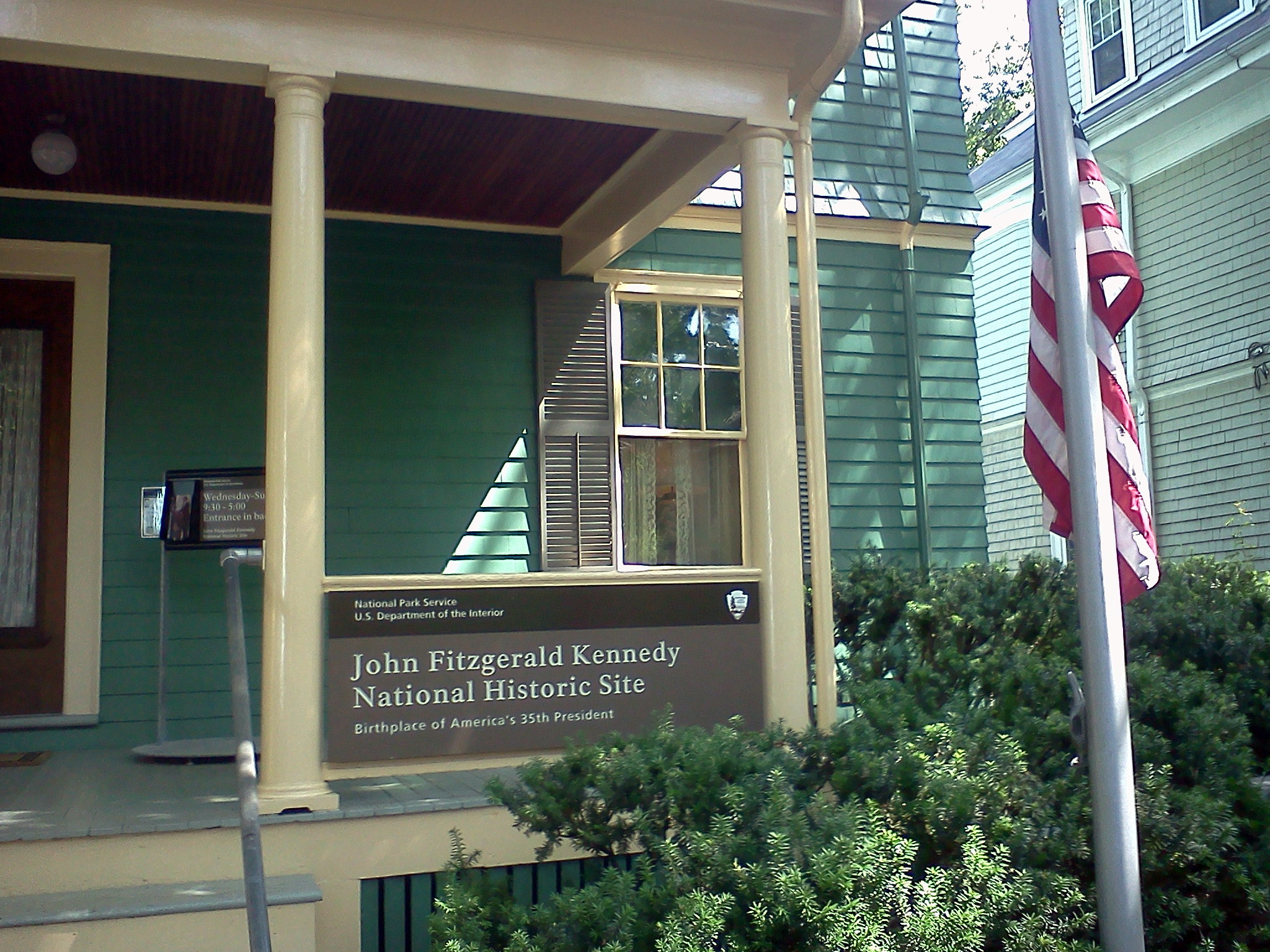
Entrada da casa em 2011.

Em 1966, a família Kennedy recompraram a casa. De 1966 a 1969, Rose Kennedy a restaurou para se parecer com o que ela se lembrava de sua aparência em 1917. Ela queria restaurar a casa para a época do nascimento de John, mas a casa realmente retrata a imagem de uma casa americana típica de 1914-1920. Cerca de 19% dos objetos na casa são originais da família Kennedy, sendo usados na residência da Rua Beals ou em casas posteriores e devolvidos à Rua Beals durante a restauração. Rose Kennedy trabalhou com um designer de interiores chamado Robert Luddington enquanto restaurava a casa, e ele foi em grande parte responsável por adquirir o restante dos itens na casa, que são antiguidades da época ou reproduções.
Rose Kennedy doou a casa ao Serviço de Parques Nacionais em 1967 como um memorial a seu filho. Ela está aberta ao público e os visitantes podem fazer um passeio guiado por um guarda-florestal ou fazer passeios autoguiados pela casa.

### Ataque
Em 8 de setembro de 1975, o gângster Whitey Bulger e um associado não identificado lançaram um coquetel Molotov no prédio em retaliação ao apoio vocal do senador Ted Kennedy à dessegregação escolar em Boston. Os dois gângsteres cortaram caminho por um quintal e pularam uma cerca antes de chegar à casa. Bulger usou tinta spray preta para escrever "Bus Teddy" na calçada logo fora da casa. Indo para os fundos, Bulger acendeu o Molotov e o lançou por uma janela na cozinha, que explodiu em um tapete dourado. Bulger e o associado foram vistos fugindo da cena, mas a testemunha só conseguiu lembrar que estavam vestindo roupas escuras.

## Informações de visitas
A partir de janeiro de 2023, o local foi fechado para reformas no Centro de Visitantes e outras manutenções necessárias. As reformas foram prejudicadas devido à pandemia de COVID-19. A reabertura do local está prevista provisoriamente para o verão de 2023.